# Давид Волф
Давид Волф (  — Диселдорф, 15. септембар 1989) професионални је немачки хокејаш на леду који игра на позицијама крилног нападача. 
Члан је сениорске репрезентације Немачке за коју је на међународној сцени дебитовао на светском првенству 2017. године. 